# Минералогия
Минерало́гия (устар. Минераллология, от лат. minera «руда» + др.-греч. λόγος «учение, наука») — наука о минералах, изучает их внешний вид, геометрические формы (кристаллография), физические свойства (кристаллофизика) и химические состав и свойства (кристаллохимия). Современная минералогия изучает особенности структуры минералов, процессы и условия их образования и изменения, закономерности их совместного нахождения в природе, а также условия и методы их синтеза и использования.
Минералогия принадлежит к числу геологических наук, изучающих минералы, вопросы их генезиса, классификации. Минералогия изучает состав, свойства, структуры и условия образования минералов.
Минера́лог (ударение на А) — учёный, занимающийся минералогией; специалист по минералогии (устаревшим считается произношение минеро́лог).

## История минералогии
Минералогия — древнейшая из наук геологического цикла. Она появилась задолго до оформления геологии в самостоятельное научное направление. Первые описания минералов были сделаны древнегреческими философами. В дальнейшем развитию минералогии способствовало горное дело.
Термин минералогия был гораздо шире (универсальнее и энциклопедичнее) современного понятия. В 1636 году его ввел в литературу итальянский натуралист Бернард Цезиус (Bernard Cesius) для науки о всех природных ископаемых телах.
А. Г. Вернер (1749—1817) создал описательную диагностическую минералогию, и выделил минералогию (как науку в современном понимании) из тогда формально единого геолого-минералогического направления в естествознании.
В 1780 году он разделил это направление на:
- Геогнозия — общая и динамическая геология, в современном понимании.
- Ориктогнозия — минералогия и петрология (петрография), в современном понимании.
- Горное искусство — горное дело, в современном понимании.

Минералогия получила конкретный объект исследования (от минералов были отделены горные породы и окаменелости), созданы новые описательные методы изучения, классификация, номенклатура и курсы обучения студентов. Благодаря 42-летней работе А. Г. Вернера во Фрайбергской горной школе и множеству учеников из разных стран его учение минералогии стало общепризнанным.

### В России

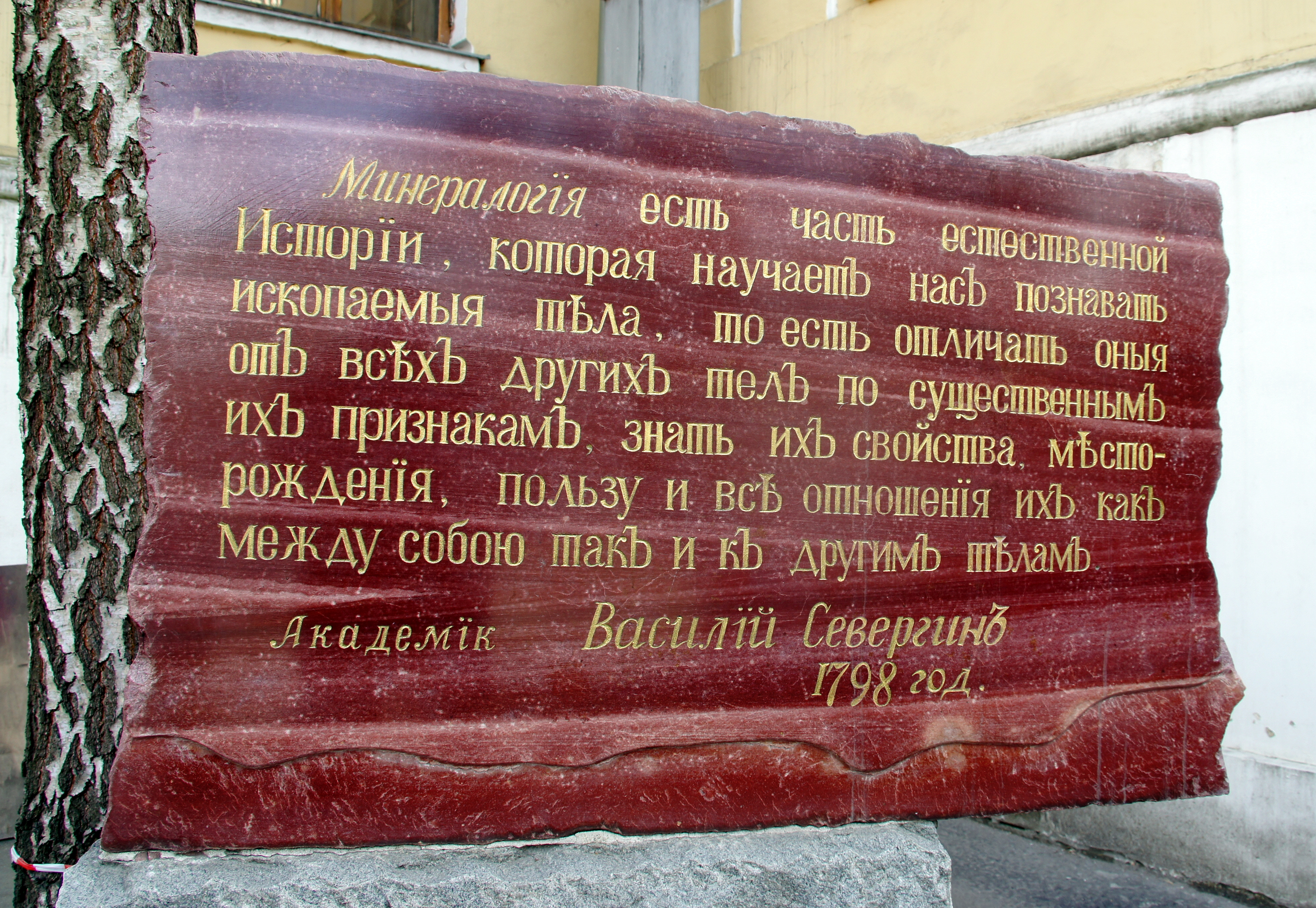
Определение минералогии В. М. Севергина, 1798 г.

Первым минералогом в России был В. М. Севергин (1765—1826), продолжатель идей М. В. Ломоносова.
Он разделил ископаемые тела на:
- простые ископаемые тела — минералы
- сложные ископаемые тела — горные породы и фоссилии

В 1804 году В. М. Севергин издал учебник минералогии для гимназий.
По современному учебнику минералогии А. Г. Бетехтина (1897—1962) учились многие отечественные минералоги.

## Смежные науки и направления
В минералогии активно используются достижения физики, химии и других естественных наук. Так, минералогическое изучение метеоритов и образцов с других планет позволило узнать много нового об истории Солнечной системы и процессах формирования планет. Изучением минерального состава и минералов комет, метеоров, и других небесных тел, а также астрономической спектроскопией астероидов, комет и пыли околозвёздной среды в целом, занимается молодая наука на стыке минералогии, физики и астрономии — астроминералогия (astromineralogy).
В рамках минералогии сформировались, а затем выделились в самостоятельные науки:
- Кристаллография
- Петрография / Петрология
- Учение о полезных ископаемых
- Геохимия
- Кристаллохимия
- Генетическая (устар. динамическая) минералогия — онтогения минералов.
- Экспериментальная минералогия

### Подразделы минералогии по ГРНТИ
Государственный рубрикатор научно-технической информации России (ГРНИ) классифицирует в части «38.00.00 — Геология», разделе «38.35.00 — Минералогия» следующие подразделы:
- 38.35.01 — Общие вопросы минералогии
- 38.35.15 — Физика минералов
- 38.35.17 — Кристаллография минералов
- 38.35.19 — Включения в минералах
- 38.35.21 — Минералы
- 38.35.23 — Геммология
- 38.35.24 — Минералогия техногенеза
- 38.35.27 — Биоминералогия
- 38.35.91 — Региональная минералогия

## Организации
- Международная минералогическая ассоциация (The International Mineralogical Association, IMA).
- Европейский минералогический союз
- Российское минералогическое общество
- Минералогический музей имени А. Е. Ферсмана